# 菲利普·西蒙森
菲利普·西蒙森（古諾斯語：Filippus Símonsson，—1217年），在挪威內戰時期的王位覬覦者（1207年－1217年） 。

## 背景
菲利普·西蒙森是Simon Kåresson（死於1190年）和Margrét Arnadóttir的兒子。Símon Kåresson曾是國王斯韋雷的主要對手，他於1180年代與失敗的王位覬覦者“僧袍”約翰一起戰鬥，並於1190年在發動一場反對斯韋雷統治的起義中失敗被殺。菲利普是挪威太后英格·拉格瓦爾德斯多塔的孫子。菲利普的母親瑪格麗特是挪威國王英格一世的同父異母妹妹，也是國王斯韋雷及樺樹皮鞋黨重要的敵人奧斯陸主教尼古拉斯·阿納森的同父母姐妹。
1196年，在教會大力支持下，主教尼古拉斯與其他反對國王的團體組成牧杖黨，並擁立英格·馬格努森為王位繼承人以對抗斯韋雷。牧杖黨與斯韋雷戰鬥直到他於1202年去世，雙方都未能取得勝利。斯韋雷由他的兒子哈康三世繼承王位，哈康三世便與教會和解。牧杖黨因此而失去支持而解散，而英格·馬格努森亦被殺。

## 成為伯爵
1204年，哈康三世意外死亡，樺樹皮鞋黨選擇一位幼孩國王古托姆·西居爾松，實權在伯爵瘋狂哈康的手中。為此，在丹麥國王瓦爾德馬二世的支持下，舊牧杖黨員再次聚集軍隊。主教尼古拉斯試圖讓他的外甥菲利普成為國王。牧杖黨的主要黨員反對此建議，因為菲利普不是挪威皇室血統。相反，前挪威國王馬格努斯五世公認的私生子埃林·斯泰因維格成為他們推舉的國王，而菲利普則被授予伯爵頭銜，僅低於國王的最高頭銜。
菲利普·西蒙森實際上是通過他出自斯滕克爾王朝後裔的母親瑪格麗特（Margaret）而與金髮王朝的祖先挪威國王哈拉爾一世有血緣關係。根據挪威薩迦，瑞典國王斯滕克爾的母親阿斯特里德·尼亞爾斯多塔，是哈拉爾一世的女兒。這種後裔的關係不足以繼承王位，因為挪威人往往要求他們的皇室王朝的是男性後裔，並且甚至與最近在位的挪威國王（如外孫）有著密切認知血統的覬覦者亦是例外，並沒有完全被認定為王室血裔。菲利普的樺樹皮鞋黨競爭對手英格二世（古托姆·西居爾松的繼承者，於1204年被選為國王）亦遇到嚴重的困難繼承王位，因為他只是西居爾二世的外孫而已。
牧杖黨軍隊於1204年在丹麥國王瓦爾德馬二世的陪同下來到挪威。埃林·斯泰因維格被宣佈成為國王，而伯爵菲利普則在通斯堡舉行的西福爾的Haugating議會中獲勝。這一行動標誌著第二次牧杖黨戰爭的開始。牧杖黨迅速控制了奧斯陸峽灣地區（維肯），而樺樹皮鞋黨則控制了尼待羅斯（特隆赫姆）周圍特倫德拉格地區。西挪威與卑爾根則多次易手。隨著戰鬥的持續，雙方都對對手的據點發動攻擊，但雙方都未能取得勝利。

## 成為國王
1207年1月，牧杖黨支持的國王埃林·斯泰因維格逝世，留下了兩個幼孩兒子。牧杖黨首先考慮將哪一個兒子作為他們支持的新國王，但主教尼古拉斯再次推動擁立菲利普為國王。尼古拉斯的建議獲得自由農民的支持以對抗牧杖黨的軍事領導人，菲利普在東部的薩爾普斯堡的議會中被擁立為新牧杖黨國王。
菲利普繼續對樺樹皮鞋黨發動戰爭，並於1207年佔領卑爾根的斯韋雷堡要塞，但其後放棄，後來在同年晚些時候被樺樹皮鞋黨在他們的據點通斯堡進行成功襲擊。1208年，沒有任何一方能夠取得勝利之下，主教尼古拉斯和其他主教成功地促成了牧杖黨和樺樹皮鞋黨之間的和平協議。1208年秋天，和議在羅加蘭的克維特綏達成。挪威國王英格二世承認菲利普對該國東部三分之一的統治，以換取菲利普放棄國王頭銜並承認英格二世為國王的從屬關係。為了達成協議，菲利普要迎娶斯韋雷的女兒克里斯汀·斯韋雷斯多蒂。
在菲利普的餘生中，他統治著挪威東部，並與樺樹皮鞋黨和平相處，儘管菲利普違背他的承諾並繼續使用國王的頭銜，直到他去世。於1209年與克里斯汀結婚後，她誕下他們的第一個孩子，但是早夭。此後菲利普再沒有誕下孩子繼承。1217年4月，英格二世去世。菲利普試圖重新談判和平協議，要求將王國與樺樹皮鞋黨分開一半統治。但在同一個秋天，菲利普病倒並逝世。第二年，樺樹皮鞋黨選出亦被牧杖黨認同的新任挪威國王哈康四世，以結束王國的分裂。

## 資料來源
菲利普的生平和統治的主要資料來自牧杖黨薩迦。菲利普亦曾發出最古老的挪威皇室信件。